# Augusto Marcaletti
Augusto Marcaletti (Ternate, 2 de agosto de 1934) é um ex-ciclista italiano, que era profissional entre 1961 a 1963. Ele terminou em último lugar no Tour de France 1962.